# Casa da Rua da Reboleira, n.º 59
A Casa da Rua da Reboleira, n.º 59 é uma casa-torre medieval situada na cidade do Porto, em Portugal.
Trata-se de uma casa-torre com paredes de granito coroada de ameias. É um dos únicos exemplares da arquitetura civil do século XIV na cidade, mantendo até aos dias de hoje a sua estrutura original.
A sua construção atual consta de um acordo celebrado em setembro de 1688, entre o mestre pedreiro Manuel Mendes e Pedro Sem, e foi também o local do nascimento de Pedro Sem da Silva (filho) que aqui morou até ao seu casamento.
Serviu, entretanto, como o Hotel Inglês.
É, desde 1982, o edifício-sede da Associação Social e Cultural de São Nicolau (IPSS) que assegura serviços de lar de idosos, centro de dia, centro de convívio e apoio domiciliário à população local. Dispõe também de uma Clínica de Fisioterapia disponível para a população em geral